# Renate Schmidgall
Renate Schmidgall (* 26. März 1955 in Heilbronn) ist eine deutsche Übersetzerin aus dem Polnischen.

## Leben
Schmidgall studierte Slavistik und Germanistik in Heidelberg. Von 1984 bis 1990 arbeitete sie als Bibliothekarin am Deutschen Polen-Institut in Darmstadt, von 1990 bis 1996 ebenda als wissenschaftliche Mitarbeiterin. Seitdem ist sie freie Übersetzerin für polnische Literatur. Die bekanntesten Autoren, die sie bisher übersetzt hat, sind Stefan Chwin, Witold Gombrowicz, Paweł Huelle, Mirosław Nahacz, Maciej Niemiec, Andrzej Stasiuk, Wisława Szymborska und Adam Zagajewski. Renate Schmidgall lebt in Darmstadt.

## Auszeichnungen
- Jane Scatcherd-Preis der Heinrich Maria Ledig-Rowohlt-Stiftung (2001)
- Europäischer Übersetzerpreis Offenburg (2006)
- Karl-Dedecius-Preis (2009, gemeinsam mit Ryszard Wojnakowski)
- Johann-Heinrich-Voß-Preis für Übersetzung (2017)
- Übersetzerpreis Ginkgo-Biloba für Lyrik (2025)